# نیوبیم نیترید

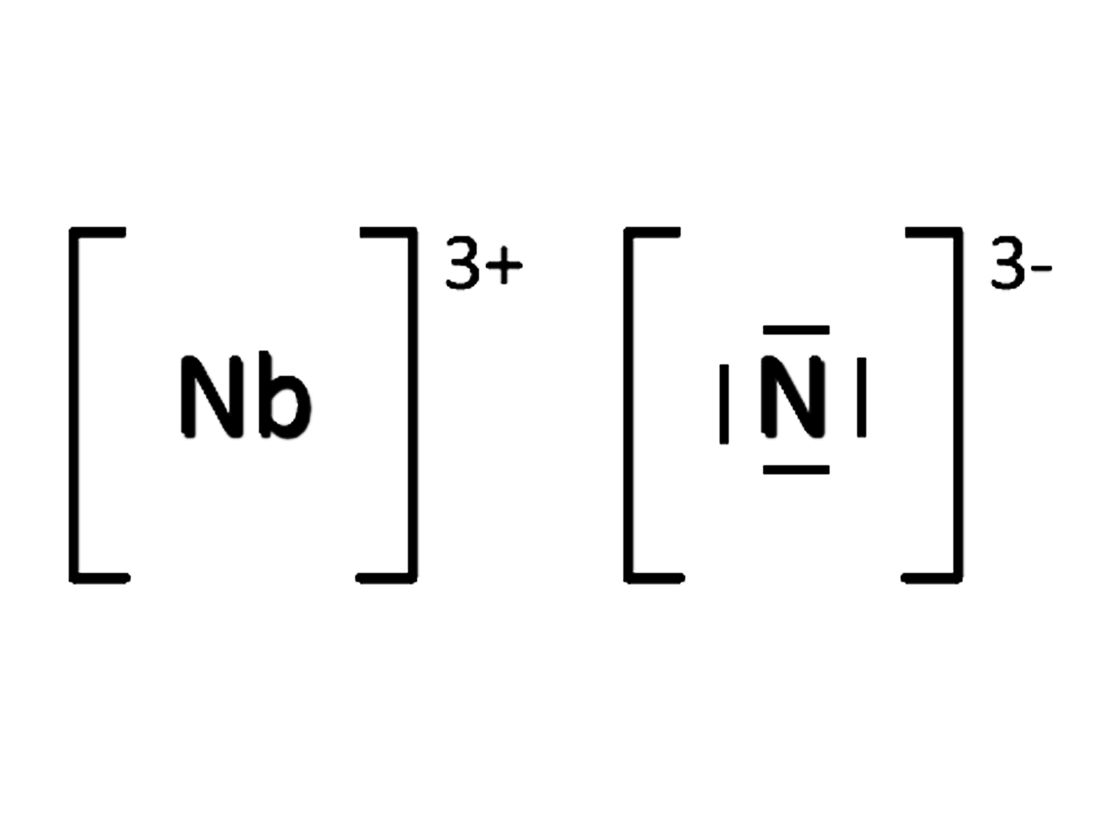
نمایی از ساختار لوویس نیوبیم نیترید

نیوبیم نیترید (به انگلیسی: Niobium nitride) با فرمول شیمیایی NbN یک ترکیب شیمیایی است. که جرم مولی آن ۱۰۶٫۹۱ g/mol می‌باشد. شکل ظاهری این ترکیب، جامد خاکستری است.